# Загорцевский сельский совет (Лановецкий район)
Загорцевский сельский совет (укр. Загірцівська сільська рада) — входит в состав
Лановецкого района
Тернопольской области
Украины.
Административный центр сельского совета находится в 
с. Загорцы.

## Населённые пункты совета
- с. Загорцы
- с. Михайловка